# Nordby (Fanø)
Nordby is de hoofdplaats van de Deense gemeente Fanø op het gelijknamige eiland met 2.689 inwoners (2024; bron: Danmarks Statistik/Statistikbanken).
Nordby ligt aan de noordkant van het eiland. Het is met de Deense stad Esbjerg, op het vasteland van Jutland, verbonden met een veerverbinding.
Nordby is toeristisch ontwikkeld (o.a. strandtoerisme). De plaats heeft enkele bezienswaardige gebouwen, waaronder de 18e-eeuwse evangelisch-lutherse kerk.

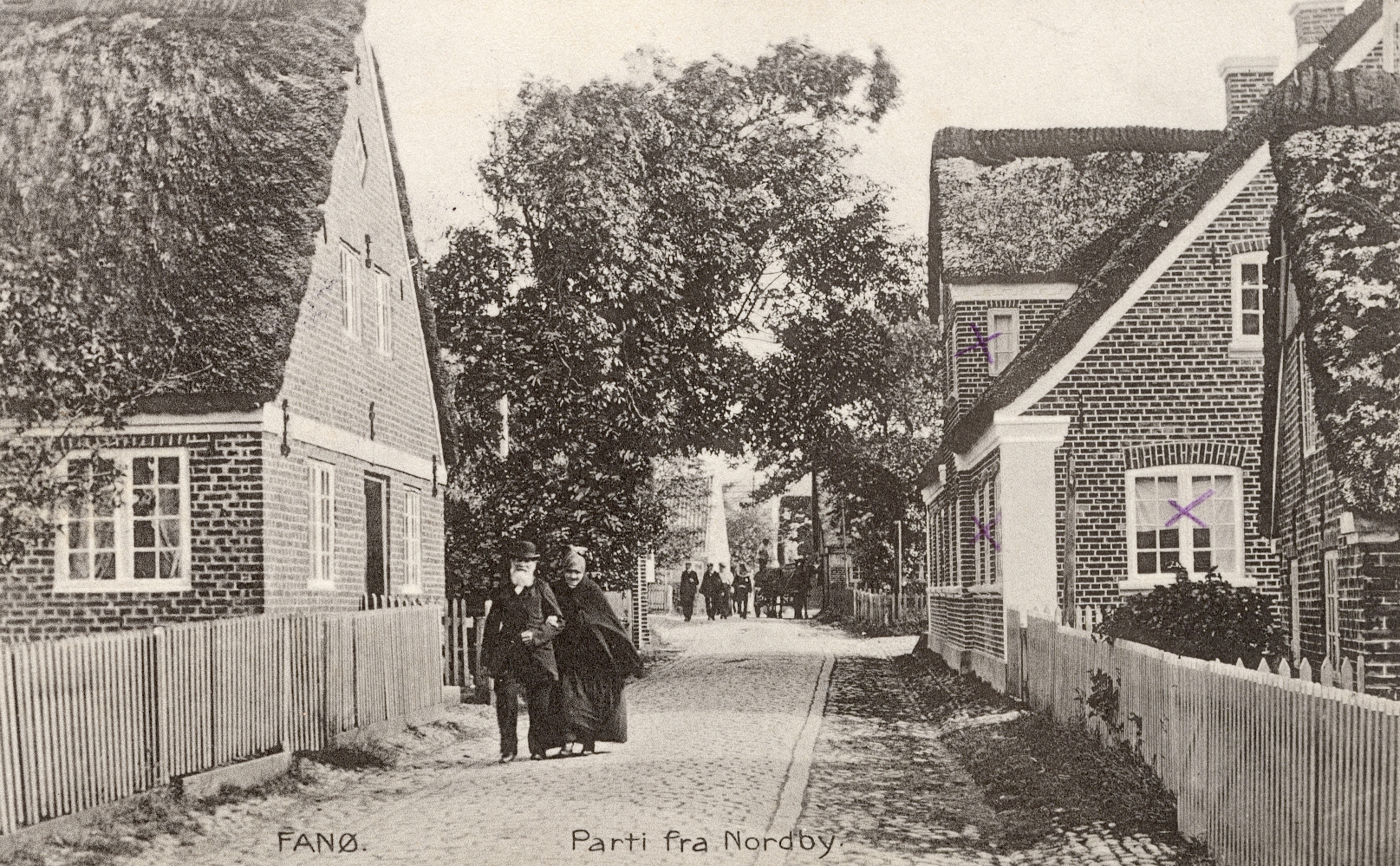
Nordby in 1908.

Zie verder onder Fanø. 